# Parafia św. Barbary w Swornegaciach
Parafia Świętej Barbary w Swornegaciach – parafia rzymskokatolicka znajdująca się w diecezji pelplińskiej, w dekanacie Borzyszkowy.
Obecny kościół parafialny św. Barbary wzniesiono w latach 1912–1916. Świątynia została konsekrowana 22 października 1916 roku przez bp. Jakuba Klundera. Zastąpiła drewniany kościół z XVIII w., który przeniesiono w 1980 do Kaszubskiego Parku Etnograficznego im. Teodory i Izydora Gulgowskich we Wdzydzach. Jest to perła budownictwa sakralnego na Kaszubach.